# Euoestrophasia townsendi
Euoestrophasia townsendi là một loài ruồi trong họ Tachinidae.